# Aiguille du Grépon
L'aiguille du Grépon, ou simplement Le Grépon, est l'une des aiguilles de Chamonix, dans le massif du Mont-Blanc. Elle culmine à 3 482 m d'altitude. Elle présente une crête crénelée de plusieurs pointes : le sommet Nord (3 478 m), le Grand Gendarme (3 472 m), le Gendarme (3 473 m), le sommet Sud (point culminant) et la pointe Balfour (3 475 m).

## Alpinisme

### Histoire
- 1881 - Première ascension par Albert F. Mummery, Alexander Burgener et Benedikt Venetz, le 5 août, par l'arête nord (aujourd'hui voie de montée classique (D), la descente se faisant par l'arête sud-ouest, plus facile (D-)).
- 1885 - Deuxième ascension du sommet par l'arête sud-ouest, par François Henri Dunod avec François et Gaspard Simond et Auguste Tairraz, le 2 septembre.
- 1892 - Première traversée nord-sud par Albert F. Mummery, John Norman Collie, G. Hastings et G. Pasteur, le 18 août
- 1911 - Première ascension par le versant Mer de Glace par Humphrey Owen Jones avec R. Todhunter, Geoffrey Winthrop Young, Henri Brocherel et Joseph Knubel, le 19 août.
- 1927 - Première hivernale  réalisée par Camille Devouassoux et Armand Charlet, le 16 avril.
- 1947 - Face ouest par Robert Gabriel et Georges Livanos.

### Classiques

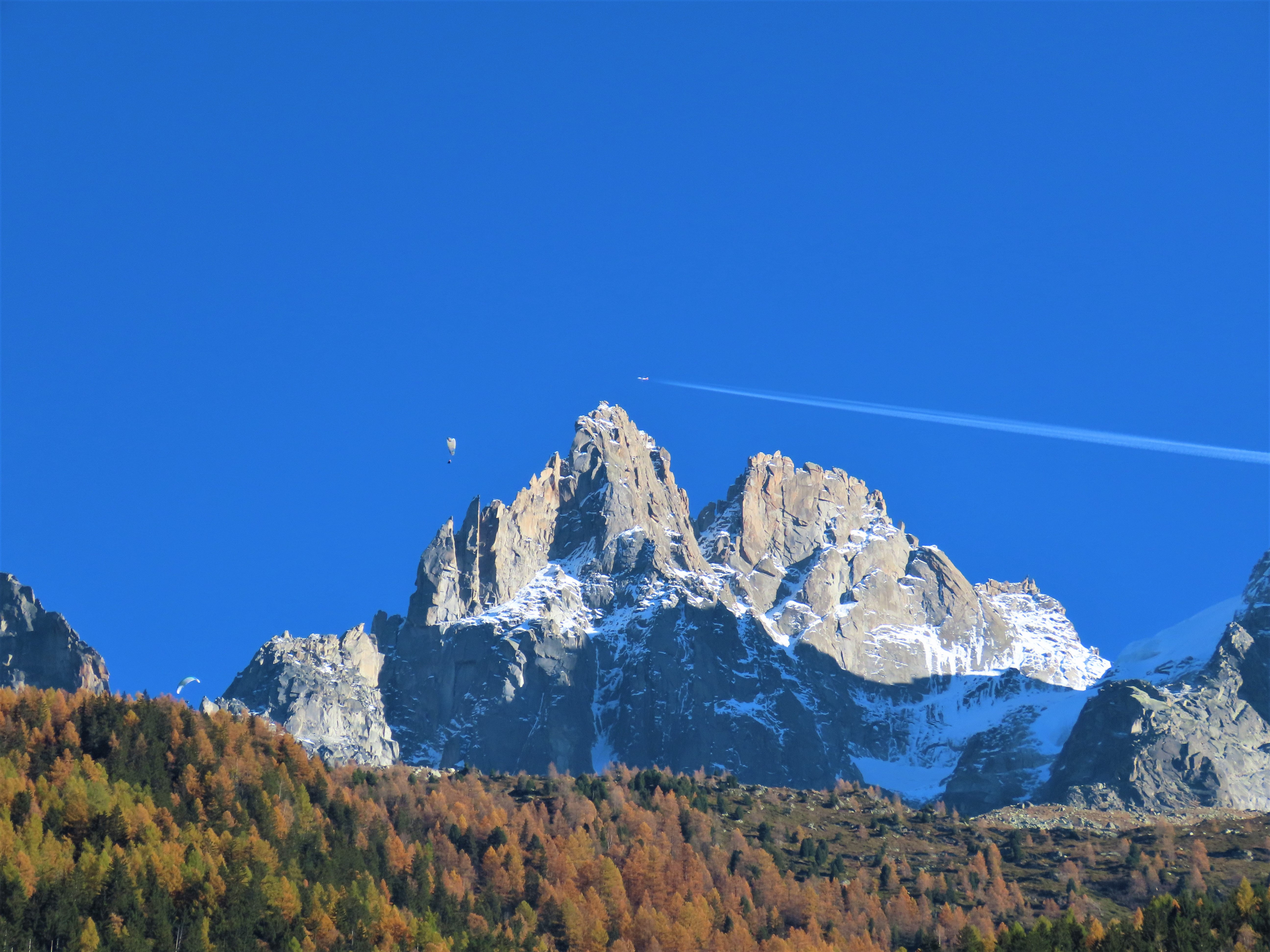
L'aiguille des Grands Charmoz à gauche et l'aiguille du Grépon à droite depuis Chamonix-Mont-Blanc au nord-ouest.

Précédée de l'aiguille des Grands Charmoz, la « traversée Charmoz-Grépon » est une des grandes classiques rocheuses du massif du Mont-Blanc.
Une autre grande classique est la voie de la face est, dite « Grépon-Mer de Glace » (D, H.O. Jones, R. Todhunter et Geoffrey Winthrop Young avec Joseph Knubel et Alexis Brocherel, le 19 août 1911), avec la fissure Knubel, le premier passage en V+ du massif du Mont-Blanc.

## Vierge du Grépon
Au sommet de l'aiguille, trône, à l'instigation de l'abbé Vuarnet, une statue de Notre-Dame de La Salette de 1,20 m de haut et de 44 kg.
Pour l'installer, le curé de Chamonix et 8 guides dont Joseph Ravanel partent de Chamonix, le 21 juin 1927 à 3 h 30. Un mulet transporte la statue jusque sur la moraine du glacier des Nantillons, puis c’est aux hommes de se relayer durant 7 heures d'une ascension difficile.
Au sommet, les guides, membres des Jeunesses catholiques, scellent la statue, le visage tourné vers Chamonix, et l’abbé Vuarnet revêt ses habits sacerdotaux. Tous s’agenouillent lorsque le prêtre commence la bénédiction. Le chroniqueur du journal La Croix du 29 juin 1927 écrit : « L’émotion était intense et le guide Ravanel [le Rouge] eut peine à retenir ses larmes. C’est alors que sortit, du cœur enthousiasmé de tous ces jeunes gens, le chant magnifique et imposant du Salve Regina. »
La statue est si bien scellée qu'elle sert aux alpinistes de point d'ancrage de leur corde de  rappel.